# Sölvi Geir Ottesen
Sölvi Geir Ottesen Jónsson (* 18. Februar 1984 in Reykjavík) ist ein ehemaliger isländischer Fußballspieler und heutiger -trainer.

## Spielerkarriere

### Verein
Sölvi Geir Ottesen begann seine Karriere in seiner Heimatstadt Reykjavík bei Víkingur Reykjavík, wo er zwischen 2001 und 2004 36 Spiele absolvierte. Nach drei Jahren wechselte er nach Schweden zu Djurgårdens IF Fotbollsförening. Mit dem Verein aus Stockholm gewann er im zweiten Jahr das Double aus Meisterschaft und Pokal. Am Ende der Saison 2008 wechselte er nach Dänemark zu Sønderjysk Elitesport, wo er einen Dreijahresvertrag unterschrieb. Im Juni 2010 unterschrieb er wiederum einen Dreijahresvertrag beim Meister der dänischen Superliga, dem FC Kopenhagen. Beim FCK angekommen, erzielte Sölvi Ottesen das entscheidende Tor in der UEFA Champions League Play-off-Runde gegen Rosenborg Trondheim, welches zur Teilnahme an der Champions League berechtigt. Im Jahr 2013 verließ er den FC Kopenhagen und wechselte zum FK Ural nach Russland. Er spielte insgesamt 33 Partien in der Premjer-Liga, der höchsten Spielklasse in Russland. Im Februar 2015 verließ er nach fast zwei Jahren den Verein. Am 14. Februar 2015 wechselte er nach China in die Chinese Super League. Hier spielte er ein Jahr lang beim Erstligisten Jiangsu Suning, bevor er innerhalb des Landes wechselte. Am 4. Februar 2016 schloss er sich dem Zweitligisten Wuhan Zall. Mit dem Verein spielte er in der zweiten Liga, der China League One. Anfang 2017 ging er nach Thailand. Hier unterschrieb er einen Vertrag bei Buriram United. Der Verein aus Buriram spielte in der ersten Liga des Landes, der Thai League. Nach der Hinserie kehrte er Mitte 2017 nach China zurück. Hier schoss er sich für den Rest des Jahres dem Erstligisten Guangzhou R&F aus Guangzhou an. Anfang 2018 verpflichtete ihn sein ehemaliger Verein Víkingur Reykjavík, wo er nach der Saison 2021 das Double feierte und anschließend sein Karriereende bekannt gab.

### Nationalmannschaft
Von 2004 bis 2006 absolvierte Sölvi Geir Ottesen zehn Partien für die isländische U-21-Auswahl. Während dieser Zeit gab er auch am 7. Oktober 2010 sein Debüt für die A-Nationalmannschaft im Testspiel gegen Polen. Bei der 2:3-Niederlage in Warschau kam er über die komplette Spielzeit zum Einsatz. Bis 2016 stand er in 28 Länderspielen auf dem Platz, ein Treffer gelang ihm dabei jedoch nicht.

## Trainerkarriere
Anfang 2025 berief ihn sein früherer Verein Víkingur Reykjavík als Nachfolger von Arnar Gunnlaugsson zum neuen Cheftrainer.

## Erfolge
Djurgårdens IF
- Schwedischer Pokalsieger: 2004, 2005
- Schwedischer Meister: 2005

FC Kopenhagen
- Dänischer Meister: 2011, 2013
- Dänischer Pokalsieger: 2012

Jiangsu Suning
- Chinesischer Pokalsieger: 2015

Buriram United
- Thailändischer Meister: 2017

Víkingur Reykjavík
- Islaändischer Pokalsieger: 2019, 2021
- Isländischer Meister: 2021